# جاسم القصار
جاسم القصار (انگلیسی: Jasem Al-Qassar) بازیکن هندبال اهل کویت بود.
از باشگاه‌هایی که در آن بازی کرده‌است می‌توان به باشگاه ورزشی القادسیه کویت اشاره کرد.